# Alarm für Cobra 11: Crash Time
Alarm für Cobra 11: Crash Time, noto anche semplicemente come Crash Time, è un videogioco di guida pubblicato nel 2007 dalla Synetic. È il settimo capitolo dei videogiochi della serie televisiva Squadra Speciale Cobra 11.

## Trama
Il giocatore assume il ruolo di uno dei due agenti della polizia stradale Semir Gerkhan o Chris Ritter. Il personaggio con cui il giocatore gioca dipende dal corso della missione e dal tipo. In nove diverse missioni, la polizia è testimone di un crimine o viene ordinata dal quartier generale per risolvere un caso. Come negli episodi TV, ci sono sempre inseguimenti e sparatorie nel gioco. Inoltre, a volte vengono richiesti da Hartmut, nuove tecnologie, come ad esempio un drone montato sotto la macchina.
Ogni missione può essere giocata in tre livelli di difficoltà. Tuttavia, questa selezione del grado può modificare solo il tempo disponibile per risolvere la missione. Esiste anche la modalità multiplayer attivabile dal menu con corse e sfide varie.
Questa premessa crea una serie di diverse sfide di guida per i giocatori. Ad esempio, una gara con i checkpoint richiede di attendere ad ogni checkpoint per due secondi prima di passare al successivo, in modo che i testimoni di un crimine possano essere intervistati.
Oltre alle gare con i checkpoint, le indagini del detective conducono attraverso una serie di diversi eventi di sfida, come ad esempio:
- Gare di circuito standard contro più avversari
- Sequenze acrobatiche che implicano la guida alla velocità corretta per saltare su delle rampe.
- Missioni di inseguimento in cui deve essere mantenuta una distanza massima e minima da un veicolo bersaglio
- Missioni di arresto in cui l'auto bersaglio deve essere fermata o distrutta
- Gare da punto a punto cronometrate
- Guida in formazione con altri veicoli

La maggior parte delle sfide deve essere completata entro un tempo prestabilito o entro un determinato limite di danno del veicolo. Per ogni missione deve essere utilizzato un veicolo specifico, che va dagli autocarri articolati alle auto della polizia fino ai veicoli da competizione a ruota aperta. Alcuni veicoli sono dotati di nitro. Il gioco ha un modello di danno molto dettagliato. Il gioco include anche una funzione di replay istantaneo che consente al giocatore di rivedere i crash o le acrobazie. Tuttavia schermate e video non possono essere salvati.

## Lista Auto
Le auto giocabili sono tutte basate su auto esistenti ma solo Seat è rappresentata come un marchio a causa della sponsorizzazione nel gioco.
- Semir: BMW E90; BMW E46
- Chris: Mercedes-Benz W209
- Monsun: Volkswagen Passat
- Sportwagen: Ferrari 360
- Saphir: Toyota Supra
- Grandsport: Porsche 997
- Executive: Audi A8 D3 (Limousine)
- MPV: Opel Zafira
- Transporter: Ford Transit
- Spürpanzer: Transportpanzer 1 Fuchs
- Seat Leon

Inoltre, si possono guidare anche le automobili della Polizia su base di quelle stradali ma non solo, nel gioco è presente una macchina di Formula 1, un autobus e un'ambulanza. Le auto non giocabili controllate dall'intelligenza artificiale si basano anche su auto reali esistenti, ad esempio all'Audi A6, alla Volkswagen Golf o alla Fiat Seicento.

## Accoglienza
Il team Xbox di IGN ha valutato Crash Time come uno dei cinque peggiori giochi di guida su Xbox 360, riferendosi principalmente all'impostazione della polizia tedesca nel gioco, allo scarso doppiaggio vocale nelle versioni in lingua inglese e al non doppiaggio in alcune lingue (Tra cui quella italiana) con alcune versioni provviste anche di sottotitoli in lingua madre. In una recensione ci sono state critiche sul fatto che quello che avrebbe potuto essere un gioco avvincente è stato ridotto ad un gioco banale e mediocre. La difficoltà era etichettata come incoerente, con livelli facili seguiti immediatamente da quelli quasi impossibili. La modalità dei Casi è stata criticata in quanto il giocatore non può vedere quante missioni sono rimaste fino al completamento del caso stesso, rendendo impossibile la pianificazione di una sessione di gioco. Le missioni sono state descritte inoltre noiose.
Ci sono state invece lodi per gli incidenti e si è notato che le esplosioni sono scarse ma i loro detriti risultanti sono un bel tocco. Tuttavia, Francis Clarke di AceGamez ha dichiarato che la grafica non è accettabile per un gioco moderno con trame non all'altezza e un effetto di ritaglio quando si guida attraverso i campi. Infine, ci sono state critiche riguardo al pop-up e alla tenuta di strada (quest'ultima riguardante poche auto) dei veicoli nel gioco, che è enfatizzato dalla velocità con cui il giocatore sta viaggiando.